# Sarcophanops
Sarcophanops – rodzaj ptaków z rodziny szerokodziobów (Eurylaimidae).

## Rozmieszczenie geograficzne
Rodzaj obejmuje gatunki występujące w Filipinach.

## Morfologia
Długość ciała 14,5–17,5 cm; masa ciała 33,5–44,4 g.

## Systematyka
Rodzaj zdefiniował w 1877 roku brytyjski przyrodnik John Gould w publikacji własnego autorstwa poświęconej ptakom Azji. Gatunkiem typowym jest (oznaczenie monotypowe) szerokodziób filipiński (S. steerii).

### Etymologia
Sarcophanops: gr. σαρξ sarx, σαρκος sarkos ‘ciało’; φανος phanos ‘jasny’, od φαινω phainō ‘lśnić’; ωψ ōps, ωπος ōpos ‘oko’.

### Podział systematyczny
Do rodzaju należą następujące gatunki:
- Sarcophanops samarensis Steere, 1890 – szerokodziób czerwony
- Sarcophanops steerii (Sharpe, 1876) – szerokodziób filipiński